# Željko Trajković
Željko Trajković, cyr. Жељко Трајковић (ur. 8 października 1966) – zapaśnik socjalistycznej, a potem federalnej republiki Jugosławii, walczący w stylu klasycznym. Olimpijczyk z Barcelony 1992, gdzie zajął ósme miejsce w kategorii 52 kg.
Brązowy medalista mistrzostw świata w 1990. Szósty na mistrzostwach Europy w 1994. Wicemistrz igrzysk śródziemnomorskich w 1991 roku.